# Boom Boom (песня Светланы Лободы и Pharaoh)
«Boom Boom» — песня, записанная украинской певицей Светланой Лободой и российским рэпером Pharaoh. Она была выпущена как сингл 31 июля 2020 года на лейбле Sony Music Entertainment.
Содержание песни и видеоклипа вызвало неоднозначную реакцию критиков и слушателей. Тем не менее, за первые сутки видеоклип набрал более двух миллионов просмотров, а сама песня получила платиновый статус в России.

## Предыстория
О песне стало известно в начале июля 2020 года, когда Светлана Лобода выложила в Instagram фото со съёмок и объявила о том, что она закончила снимать музыкальное видео на «Boom Boom», тогда же было указано, что к нему причастен Александр Гудков. Певица охарактеризовала новую работу как «дерзкую и местами шокирующую». 29 июля певица в своём Instagram анонсировала выход нового сингла, представив отрывок видеоклипа. Из фрагмента песни, опубликованного певицей, сервис Shazam по запросу выдавал, что песня записана совместно с рэпером Pharaoh, что вскоре подтвердила сама исполнительница в своём Instagram.
Авторами песни стали Анатолий Алексеев, Bryte (Вадим Чернышёв) и Pharaoh (Глеб Голубин).

## Релиз
Релиз песни состоялся 31 июля. Песня была встречена смешанными, по большей части негативными отзывами поклонников, также им было не понятно, зачем в песне Pharaoh с его невнятным куплетом. Поклонники последнего наоборот посчитали, что певица пиарится на имени молодого рэпера.
7 октября 2020 года был выпущен мини-альбом ремиксов от диджеев Zeuskiss, Tomash Lukach, Daniel Hollins.

## Музыкальное видео

### Оригинальная версия
Музыкальное видео было также выпущено 31 июля на официальном YouTube-канале артистки. Созданием клипа занималась команда Александра Гудкова, сам Гудков выступил в роли креативного продюсера, а режиссёрами стали Рома Ким и Миша Семичев, спродюсировала его Нателла Крапивина. В клипе снялись телеведущая Ксения Собчак, певица Лолита Милявская, актриса Екатерина Варнава, модельер Бичолла Тетрадзе, модель Мария Миногарова, блогеры Чума Вечеринка, Ида Галич, Карина Кросс, Верона, Дина Саева, Юлия Коваль, Лорина Рей и другие.
В пресс-релизе клип был описан так: «Дикая и неожиданная смесь гротеска и тик тока, феминистский манифест и музыкальный хоррор, ведьмин дух „Суспирии“ сплетённый с садизмом „Видеодрома“». По сюжету группа мужчин ставит оценки девушкам, появляющимся в центре их круглого стола, от красивых, молодых и сексуальных они буквально впадают в экстаз, ставя им десятки, в то время как дам в возрасте или с лишним весом скидывают в пропасть. В конце концов появляется Лобода и у мужчин взрывается мозг от перевозбуждения, в финале уже сами девушки ставят оценки мужчинам. Видеоклип призывает обратить внимание на проблему сексизма, объективации женщин и так называемых «стандартов красоты». Клип начинается с цитаты из книги французской писательницы и феминистки Симоны де Бовуар «Второй пол». Сама исполнительница прокомментировала видео так: «Это наш вызов обществу с его псевдоморалью». В клипе также имеется отсылка к делу Юлии Цветковой.

#### Реакция общественности
Видеоклип за первый час набрал 100 тысяч просмотров, а за сутки набрал более двух миллионов просмотров, собрал более 60 тысяч лайков и 140 тысяч дизлайков на YouTube, а также поднялся до #2 строчки в трендах YouTube в России.
Многие поклонники негативно восприняли новую видеоработу исполнительницы, посчитав её чересчур откровенной и хайповой. Некоторые пользователи также увидели в символизме в виде женского лона плагиат на клип Арианы Гранде «God Is a Woman», а в красных губах на чёрном фоне плагиат на фильм Джима Шармана «Шоу ужасов Рокки Хоррора», также причёска в форме женской груди на голове Собчак была один в один как из фотосессии Али Махдави. Обозреватель Борис Барабанов усмотрел в работе «неудачный заход на территорию Little Big и Maruv», а журналист Михаил Козырев назвал клип «самовлюблённым упоением пошлостью». Обозреватель портала «Слово и дело» Александр Лебедев, анализируя видеоклип, пришёл к выводу, что Лобода пыталась собрать «все модные козыри» в одном видео, но не получила ожидаемого эффекта. С критикой в адрес новой работы Лободы выступил и журналист Сергей Соседов, назвав её «низким искусством».
Интернет-издание Meduza включило клип в свой еженедельный рейтинг «10 лучших песен и клипов», охарактеризовав работу как «провокацию, убитую пошлостью».

#### Ответная реакция
В ответ на негативные отзывы о видео певица объявила конкурс на самый едкий, кровожадный и токсичный комментарий и пообещала победителю 20 тысяч рублей. Продюсер Нателла Крапивина в своём Instagram также выразила недоумение, что новая работа Лободы вызвала реакцию не только рядового зрителя, но и таких мастодонтов отечественного шоу-бизнеса, как Михаил Козырев, Алексей Остудин, Борис Барабанов, Роман Рябцев и Алексей Герман. На защиту клипа встала и Ксения Собчак, которая заявила, что многие просто не поняли замысла Гудкова, а также процитировала Симону де Бовуар «Никто не относится к женщинам столь надменно, агрессивно и презрительно как мужчина, опасающийся за свою мужественность». Также журналистка в своём Instagram провела ликбез по поводу содержания «этого прекрасного фем-манифеста», а также поблагодарила Александра Гудкова за «тончайший и умнейший постмодернистский стёб».
6 августа 2020 года в эфире телеканала «Дождь» вышел выпуск программы «Женщины сверху», в котором актрисы, снявшиеся в клипе, объяснили его главную идею, а также ответили всем хейтерам.
26 августа Светлана опубликовала в своём Instagram видео под названием «ЛОБОДЕЙКА», где Александр Гудков сделал обзор текста песни, всё это было стилизовано под детскую передачу «АБВГДейка».

#### Цензура
Видео было подвергнуто цензуре на телеканале RU.TV, во время трансляции клипа в эфире лицо Лолиты Милявской было закрыто смайликом. В 2018 году у певицы возник конфликт с холдингом «Русская медиагруппа» из-за того, что она посетила музыкальную премию конкурирующего телеканала MusicBox и нецензурно выразилась в адрес руководства холдинга, с тех пор музыка и клипы Лолиты не появляются в эфире радиостанций и телеканалов, входящих в «Русскую медиагруппу».
В октябре 2020 года на «YouTube» появилось возрастное ограничение на видеоклипе.

### Другая версия
Специально для премии ЖАРА Music Awards 2020, которая проходила в онлайн-формате, певица представила новый видеоклип. Его режиссёром стал Константин Гордиенко, который ранее работал с певицей над видео «Пуля-дура» (к слову, именно за этот видеоклип Светлана получила награду ЖАРА Music Awards за лучшее женское видео года). 8 октября певица опубликовала закулисное видео со съёмок.

## Награды и номинации
| Год  | Награда           | Категория         | Результат | Ист.   |
| ---- | ----------------- | ----------------- | --------- | ------ |
| 2021 | ЖАРА Music Awards | Коллаборация года | Номинация | [ 43 ] |

## Список композиций
| №  | Название    | Длительность |
| -- | ----------- | ------------ |
| 1. | «Boom Boom» | 3:44         |

| №  | Название                           | Длительность |
| -- | ---------------------------------- | ------------ |
| 1. | «Boom Boom» (Zeuskiss Remix)       | 2:43         |
| 2. | «Boom Boom» (Tomash Lukach Remix)  | 3:17         |
| 3. | «Boom Boom» (Daniel Hollins Remix) | 3:16         |

## Чарты
| Чарт (2020)                                | Высшая позиция |
| ------------------------------------------ | -------------- |
| Киев (Tophit City & Country Radio Hits)    | 21             |
| Россия (TopHit Radio & YouTube Hits)       | 10             |
| Россия (TopHit YouTube Hits)               | 5              |
| СНГ (TopHit Radio Hits)                    | 254            |
| Украина (TopHit City & Country Radio Hits) | 28             |
| Украина (TopHit Radio & YouTube Hits)      | 8              |
| Украина (TopHit YouTube Hits)              | 8              |

| Чарт (2020)                           | Позиция |
| ------------------------------------- | ------- |
| Россия (TopHit YouTube Hits)          | 103     |
| Украина (TopHit Radio & YouTube Hits) | 164     |
| Украина (TopHit YouTube Hits)         | 97      |

| Чарт (2020)                                | Высшая позиция |
| ------------------------------------------ | -------------- |
| Киев (Tophit City & Country Radio Hits)    | 31             |
| Россия (TopHit Radio & YouTube Hits)       | 62             |
| Россия (TopHit YouTube Hits)               | 15             |
| Украина (TopHit City & Country Radio Hits) | 42             |
| Украина (TopHit Radio & YouTube Hits)      | 19             |
| Украина (TopHit YouTube Hits)              | 14             |

## Сертификации
| Регион              | Сертификация |
| ------------------- | ------------ |
| Россия (Sony Music) | Платиновый   |

## История релиза
| Регион | Дата           | Формат                      | Версия   | Лейбл      | Прим.  |
| ------ | -------------- | --------------------------- | -------- | ---------- | ------ |
| Мир    | 31 июля 2020   | Цифровая загрузка, стриминг | Оригинал | Sony Music | [ 1 ]  |
| СНГ    | 31 июля 2020   | Радиовещание                | Оригинал | Sony Music | [ 2 ]  |
| Мир    | 7 октября 2020 | Цифровая загрузка, стриминг | Ремиксы  | Sony Music | [ 12 ] |
| СНГ    | 9 октября 2020 | Радиовещание                | Ремиксы  | Sony Music | [ 59 ] |

## Кавер-версии и пародии
- Музыканты группы «Кувалда» сделали кавер этой песни в стиле industrial-metal с альтернативной лирикой, посвящённой диктатуре, и сняли клип[60].
- Американская дрэг-квин Катя Замолодчикова записала для альбома Vampire Fitness песню «Ding Dong!», которая является оммажем на «Boom Boom»[61].